# 烏赫爾堡縣
烏赫爾堡縣（捷克語：Okres Uherské Hradiště）是捷克東部茲林州的縣份，县府設於烏赫爾堡，面積991平方公里，2012年人口143,814，人口密度每平方公里145人。